# Gasgrill

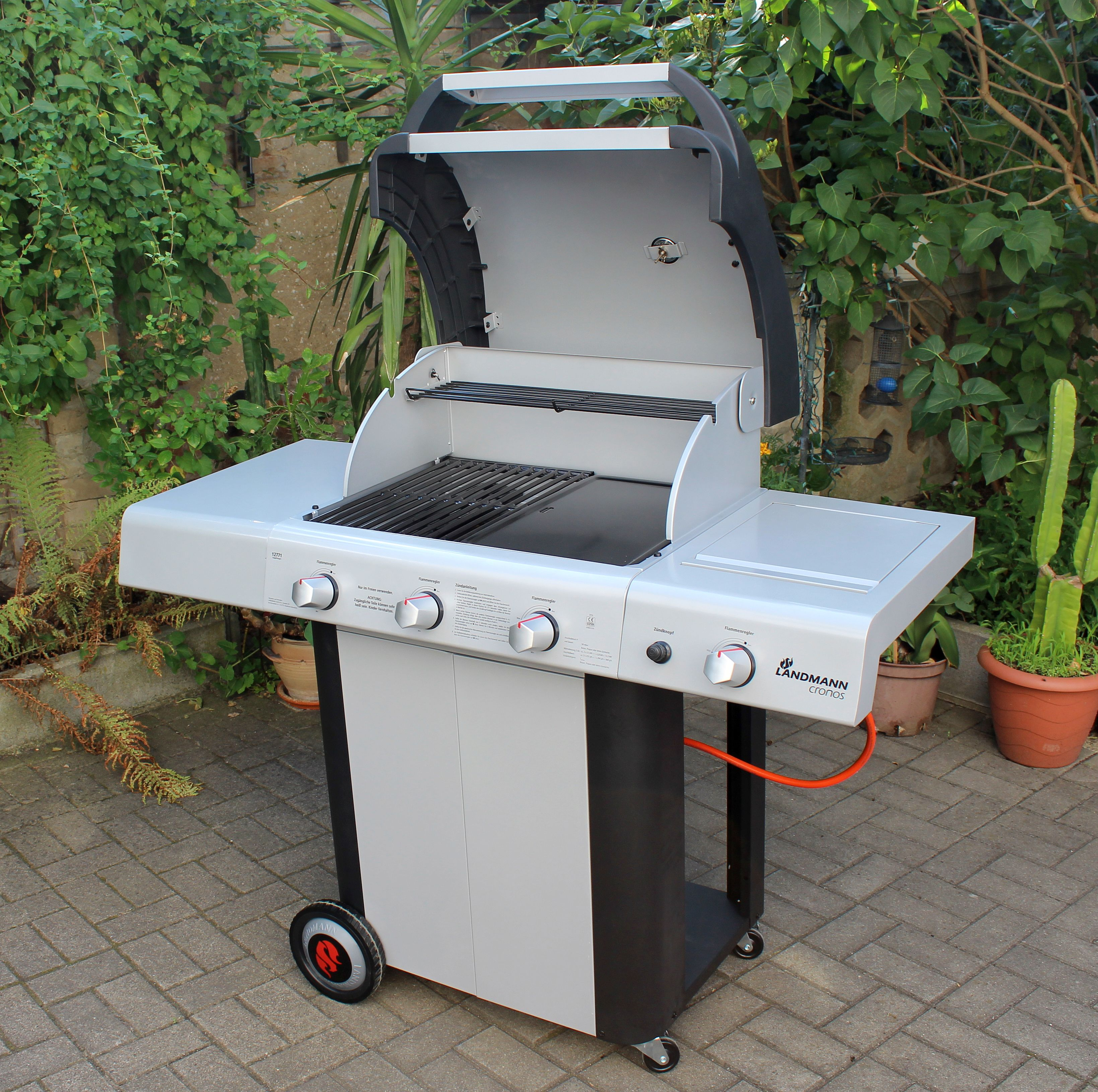
Haushalts-Gasgrill für den Außenbereich

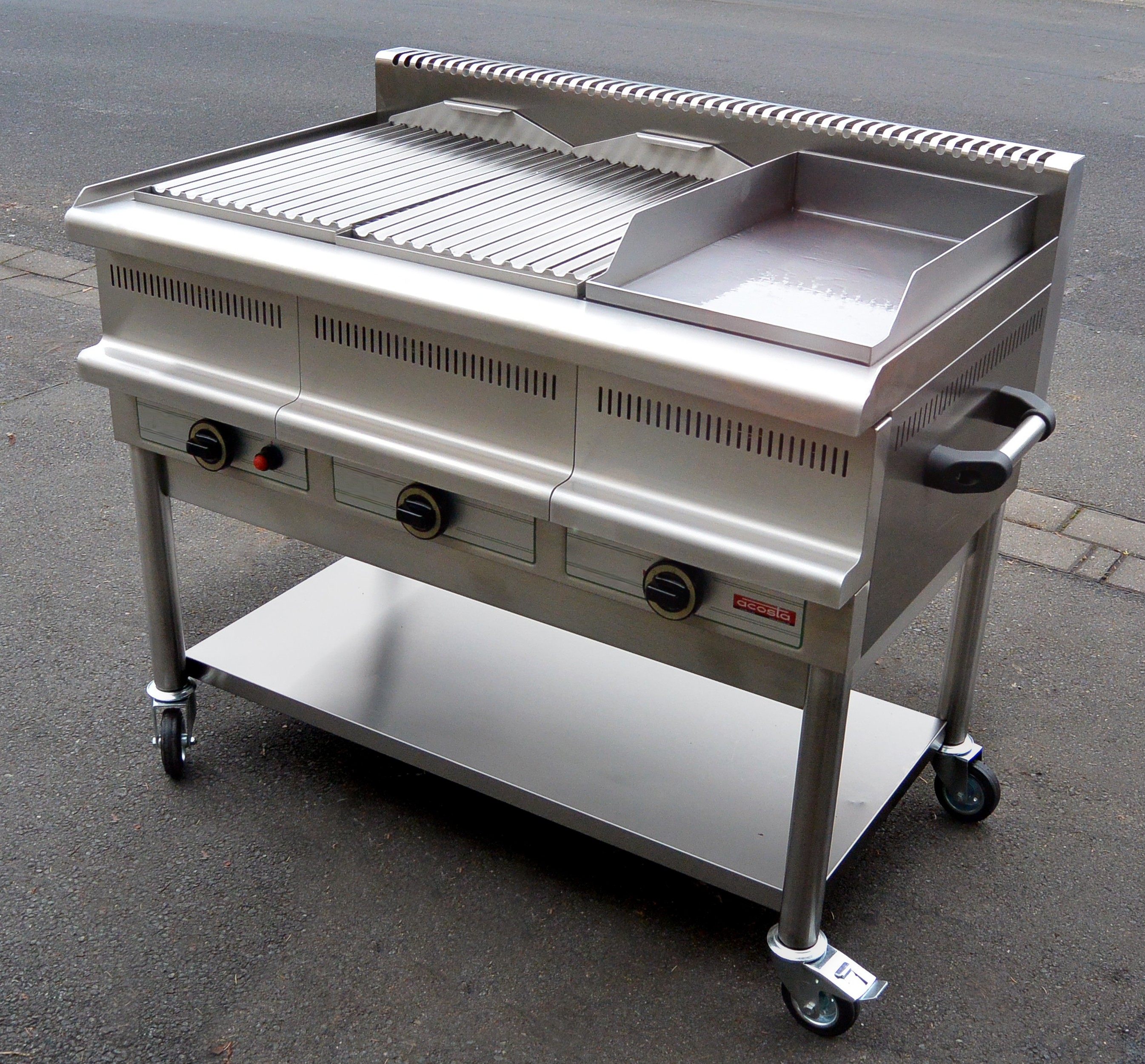
Gewerblicher Gasgrill als Lavasteingrill (links) und als Gasbräter (rechts). Das Gerät darf wegen der Zündsicherung auch innen eingesetzt werden.

Der Gasgrill ist eine Variante des Grills. Er dient dazu, Fleisch und andere Lebensmittel unter Wärmestrahlung zu braten. Die Wärme wird dabei durch Verbrennen von Flüssiggas erzeugt.

## Funktionsweise
Der Gasgrill wird im Unterschied zum Holzkohlegrill mit Gas, überwiegend mit Butan oder Propan betrieben. Die Zufuhr wird dabei meist über eine Gasflasche, seltener über einen Gasanschluss sichergestellt. Dabei wird das Gas in ein Röhrensystem unter der Grillplatte bzw. dem Grillrost geführt, wo es dann durch eine Flamme (z. B. Feuerzeug oder Streichholz) oder einen per Knopfdruck erzeugten Funken (Piezotechnik) angezündet wird. Über ein Ventil kann die Gaszufuhr und damit die Temperatur der Platte reguliert werden. Die Wärmeverteilung erfolgt über Platten, Bögen oder durch das Erhitzen von Lavasteinen.